# Jerzysław
Jerzysław (Frejer) – herb szlachecki.

## Opis herbu
W polu błękitnym, pod gwiazdą złotą – głowa jelenia srebrna.
Klejnot: trzy pióra strusie.
Dewiza herbu: “PLUS ULTRA”

## Najwcześniejsze wzmianki
Nadany w 1823 przez cesarza Aleksandra I profesorowi Gottliebowi Freyerowi.

## Herbowni
Jedna rodzina herbownych (herb własny):
Freyer.